# Antiga Llotja de Peix de l'Ametlla de Mar
L'Antiga Llotja de Peix de l'Ametlla de Mar és una obra de l'Ametlla de Mar (Baix Ebre) protegida com a Bé Cultural d'Interès Local.

## Descripció
La llotja de pescadors consta de dos espais, per una banda els porxos i per l'altra la planta baixa. Propietat de la Generalitat de Catalunya i la Confraria de pescadors respectivament.
Inicialment, es construeix l'edifici adjacent a l'actual llotja amb planta baixa i dues plantes superiors. Es construeix el cos principal de l'actual llotja adossat a l'edifici preexistent i a la vegada es fa un edifici al costat de les escales del carrer Sol. En aquesta època també s'obren forats en la planta baixa per comunicar la llotja amb l'immoble. Posteriorment s'amplia afegint un mòdul lateral i es canvia la coberta. A més, s'amplia una planta. A posteriori se substitueix la coberta de la llotja i es col·loca a la seva posició original.

## Història
La construcció data de 1944. Antigament les subhastes es feien al davant de l'edifici propietat de la confraria però degut al volum de transaccions que es feien es decidí construir aquest immoble.